# Promodis
Ne doit pas être confondu avec Promodès.
Promodis (PROcédé MOderne de DIStribution) est le premier réseau européen de distribution de matériels et pièces agricoles.
Elle a son siège social à Saint Cyr en Val.

## Présentation
L'enseigne est une coopérative créée par un groupement de concessionnaires FIAT le 12 octobre 1984  et détenue par près de 130 distributeurs indépendants  (constituant plus de 410 points de vente dont 300 libres-services), 24 en Espagne (40 points de vente), 2 au Benelux (3 points de vente), 1 en Suisse (2 points de vente), 10 en Pologne (13 points de vente) et les autres en France,.
Sous son enseigne, les concessionnaires de matériel agricole distribuent en parallèle de leur marque de tracteur, du matériel (AVANT, MC HALE, KUHN, KRONE.MX, ...) et également des pièces détachées et du consommable en libre-service. À l'image des concessions automobile, l'enseigne propose également des services de dépannage rapide (vitres, clim, pulvé, hydraulique...).
Le réseau emploie 3 400, personnes dont 2 100 techniciens. Le chiffre d'affaires cumulé de la société et de ses filiales (Agriest, Centradis, Dimagro...) s'établit à 332 M€ en 2013.
Le groupe et les points de vente de ses adhérents représentent un chiffre d'affaires global annuel proche de 2 milliards d'€ en 2013.

## Historique
En 1984, des concessionnaires FIAT décident de s'associer et de créer une centrale d'achat commune pour améliorer leurs conditions d'achat.
En 2000, PROMODIS par l'intermédiaire de sa centrale d'achat CENTRADIS se porte acquéreur du grossiste et producteur de pièces détachées agricole AGRIEST en Haute-Saône,.
En 2006, le réseau était déjà constitué de 115 adhérents en France, Espagne et Luxembourg, pour au total 300 « bases de vente » employant 1 900 personnes, pour « un poids économique de 915 millions d’euros ». Le réseau se développait aussi en Pologne en 2004.
En 2007, le réseau comportait « 132 sociétaires dont 107 en France, 21 en Espagne et une présence en Belgique, Lituanie et Pologne ».
En 2009, le réseau comptait 410 points de vente en France avec un personnel de 2 000 personnes et un chiffre d'affaires d'environ 1 milliard d'euros. Il s'était également étendu en Espagne, en Pologne, au Luxembourg, en Suisse et en Lituanie.
L'enseigne a lancé en mai 2012 un chantier de réorganisation et de modernisation de ses points de vente, en complément du lancement de son nouveau site Web.
Début 2015, CENTRADIS se porte acquéreur du leader français de la pièce détachées Agricole, le Groupe STERENN pour constituer un groupe d'envergure européenne.(http://www.agriest.com/index.php?IdPage=1418110440)